# Данијел Фуртула
Данијел Фуртула (Мојковац, 31. јул 1992) је црногорски атлетски репрезентативац и државни рекордер, специјалиста за бацање диска. Члан је АК Тара из Мојковца.

## Спортска биографија
На почетку каријере победио је на балканским првенствима за млађе и старије јуниоре 2009. године. Исте године на Европском првенству младих у Тампереу, завршио је на 4. месту. У 2010, је био дванаести на јуниорском Светском првенству, а следеће сезоне освојио је сребрну медаљу у на Европском првенству у Талину. Исте године учествује на Европском екипном првенству Треће лиге где је био трећи.
У току олимпијске сезоне 2012. на Европском зимском купу за бацачке дисциплине освојио је златну медаљу са тадашњим националним рекордом од 60, 24м.. Исте године четири пута пребацује Б олимпијску норму за одлазак на Летње олимпијске игре 2012. у Лондону. 2. јуна на Атлетском митингу бацача у Сремској Митровици, Фуртула постиже нови национални рекорд Црне Горе са 63,79 метара. Учествовао је на Европском првенству и Олимпијским играма, али се није квалификовао за финале.

## Значајнији резултати
| Година | Такмичење                                        | Место                | Пласман   | Резултат     | Детаљи                                       |
| ------ | ------------------------------------------------ | -------------------- | --------- | ------------ | -------------------------------------------- |
| 2009.  | Летњи Европски фестивал младих                   | Тампере              | 4. место  | 56,32        |                                              |
| 2009.  | Балканско првенство за млађе јуниоре             | Анкара               | 1. место  | 58,56        |                                              |
| 2009.  | Балканско првенство за јуниоре                   | Беотија              | 2. местп  | 54,90        |                                              |
| 2010.  | Светско првенство за јуниоре                     | Монктон              | 12. место | 54,64        |                                              |
| 2011.  | Трећа лига Европског екипног првенства           | Рејкјавик            | 3. место  | 53,97        |                                              |
| 2011.  | Европско првенство за јуниоре (диск 1,75 кг)     | Талин                | 2. место  | 63,54        | ЛР Архивирано на веб-сајту (29. август 2012) |
| 2012.  | Зимски куп Европе у бацачким дисциплинама (У23)  | Бар                  | 1. место  | 60,24        | НР                                           |
| 2012.  | Европско првенство                               | Хелсинки             | 19. место | 60,18        |                                              |
| 2012.  | Олимпијске игре                                  | Лондон               | 38. место | 57,48        |                                              |
| 2013   | Зимски куп Европе у бацачким дисциплинама (У-23) | Кастељон де ла Плана | 2. место  | Бацање кугла | 18,18 м                                      |
| 2013   | Зимски куп Европе у бацачким дисциплинама (У-23) | Кастељон де ла Плана | 1. место  | Бацање диска | 62,10 м                                      |
| 2013   | Игре малих земаља Европе                         | , Луксембург         | 1. место  | Бацање кугле | 18,43 м                                      |
| 2013   | Игре малих земаља Европе                         | , Луксембург         | 1. место  | Бацање диска | 62,83                                        |
| 2013   | Медитеранске игре                                | , Мерсин             | 3. место  | Бацање диска | 61,44 м                                      |
| 2013   | Европско првенство за млађе сениоре (У-23)       | Тампере, Финска      | 3. место  | Бацање диска | 61,61 м                                      |
| 2013   | Светско првенство                                | Москва               | 26. место | Бацање диска | 58,28 м                                      |
| 2014   | Зимски куп Европе у бацачким дисциплинама (У-23) | Леирија              | 1. место  | Бацање диска | 62,19 м                                      |
| 2014   | Зимски куп Европе у бацачким дисциплинама (У-23) | Леирија              | 7. место  | Бацање кугле | 18,02 м                                      |
| 2014   | Европско првенство                               | Цирих                | 17. место | Бацање диска | 60,23 м                                      |
| 2016   | Европско првенство                               | Амстердам            | 15. место | Бацање диска | 63,14 м                                      |
| 2016   | Олимпијске игре                                  | Рио де Женеиро       | –         | Бацање диска | - (БП)                                       |

## Лични рекорди
- Бацање диска — 64,86 НР, 7. март 2020. Бар, Црна Гора
- Бацање кугле — 18,43 НР, 28. мај 2013. Игре малих земаља Европе Луксембург